# The Book of Truth
The Book of Truth prvi je studijski album švedskog sastava melodičnog death metala Ceremonial Oath. Objavljen je u srpnju 1993. godine. Jedini je album s Jesperom Strömbladom i Oscarom Dronjakom.

## Popis pjesama
Tekstovi: Oscar Dronjak, glazba: Dronjak, osim gdje je navedeno drugačije.
| 1.    | »Prologue: Sworn to Avenge«                    | Dronjak, Glenn Ljungström | 1:05 |
| 2.    | »Chapter I: The Invocator«                     | Anders Iwers              | 3:16 |
| 3.    | »Chapter II: For I Have Sinned - The Praise«   |                           | 5:24 |
| 4.    | »Chapter III: Enthroned«                       | Dronjak, Iwers            | 5:16 |
| 5.    | »Chapter IV: Only Evil Prevails«               |                           | 5:30 |
| 6.    | »Chapter V: Thunderworld (Welcome to Forever)« |                           | 2:26 |
| 7.    | »Chapter VI: Lords of Twilight«                | Dronjak, Iwers            | 5:42 |
| 8.    | »Chapter VII::Ceremonial Oath«                 |                           | 7:34 |
| 9.    | »Chapter VIII: The Lost Name of God«           |                           | 3:51 |
| 10.   | »Chapter IX: The Book of Truth«                |                           | 1:52 |
| 11.   | »Chapter X: Hellbound«                         |                           | 3:40 |
| 45:36 |                                                |                           |      |

## Zasluge
| Ceremonial Oath - Oscar Dronjak – solo-gitara, vokal, klavijature - Anders Iwers – solo-gitara - Jesper Strömblad – bas-gitara - Markus Nordberg – bubnjevi Dodatni glazbenici - Anders Fridén – dodatni vokal (na pjesmi 3.) | Ostalo osoblje - Fredrik Nordström – produkcija, inženjer zvuka, miks, klavijature - Ingmar Gunnard – produkcija, inženjer zvuka - Alf Svensson – naslovnica - Mikael Stanne – logotip sastava, dodatni vokal (na pjesmi 3.) - Torbjorn Samuelsson – mastering - Johan Arensberg – fotografije - Emanuel Almgren – fotografije |